# Ај (фараон)
Ај је претпоследњи фараон древне 18. династије у Египту. Престо је држао релативно кратко - само четири године (вероватно 1324 – 1320. п. н. е. или 1327 – 1323. п. н. е., зависно од хронологије), али је пре тога био најважнији саветник двојици или тројици фараона који су му претходили и био сива еминенција за време владавине Тутанкамона. Ајов преномен или краљевско име Хепер-хеперу-Ра значи Вечне су манифестације Ре, док му рођено име Ит-хетјер Ај значи Божји отац, Ај. За време Тутанкамона је био, највероватније, особа заслужна за повратак поштовања египатског пантеона после експеримента са монотеизмом под Акхенатоном који је напустио претходне традиције. Белешке и споменици везани уз Аја су ретки, и то не због кратке владавине, него зато што је следећи фараон Хоремхеб започео кампању брисања записа о њему и других фараона везаних уз Период Амарне. Неки научници подржавају тврдњу да је одговоран за Тутанкамонову смрт.

## Порекло
Египтолози верују како је Ај пореклом из Акхмима, нашта указује изградња капеле посвећене локалном божанству Мину за време Ајеве владавине. Такође се као популарна теорија наводи да је био син Јује, утицајног племића на двору фараона Аменхотепа III и оца Тије, Аменхотепове главне краљице.
Ај је упркос релативно скромном (по неким изворима и семитском, односно азијском) пореклу успео да напредује кроз државну хијерархију за време „херетичког“ фараона Акхенатона. Неки сматрају да је то зато што су он и супруга Ти били родитељи Акхенатенове главне супруге Нефертити, као и Матноџмет, која ће постати супругом Ајевог наследника Хоремхеба, док други сматрају да је био Акхенатонов ујак.
Ајев положај на Акхенатоновом двору је постао тако висок, да му је било дозвољено саградити гробницу у престолници Акхетатену, а уживао је и титулу „Надзорника свих коња Његовог величанства“, односно чин испод генерала у елитној јединици бојних кола.

## Владавина
Ајевој владавини је претходила владавина Тутанкамона, који је на престо дошао са непуних десет година, управо у време када су се почели сукобљавати монотеисти и присталице старог политеизма. Као два најближа саветника дечаку-фараону су се наметнули велики везир Ај и генерал Хоремхеб. У девет година Тутанкамонова владавине Ај се наметнуо као утицајнији саветник, и као такав је постепено вратио Египат старим боговима, а стари Амунови свештеници су поново стекли утицај изгубљен за време владавине Акхенатенома.
Египтолог Боб Бриер је сугерисао да је Ај убио Тутанкамона како би сам дошао на престо, што се темељи на рендгенским снимцима из 1968. године који показују делиће костију унутар Тутанкамонове лобање. После тога су се појавиле алтернативне теорије како је Тутанкамон умро природном смрћу, односно да је био отрован.
У тренутку смрти Тутанкамон није имао наследника, а Ај је брзо реаговао како би испунио тај вакуум, упркос Хоремхебове титуле "idnw" или Заменик господара Две земље која је сугерисала да би управо Хоремхеб требало да постане нови фараон. Вероватно је Ај постао фараон чињеницом да се оженио са Анкхесенамун, Тутанкамоновом удовицом, и тако озваничио своје преузимање престола. Приликом релативно кратке владавине од четири године наставио је са политиком повратка старим боговима. За свог наследника је одредио Накхтмина, војног официра за кога неки египтолози сматрају да је био његов син.
Међутим, након његове смрти Хоремхеб је, користећи свој положај на челу војске, постао фараон. Након тога је кренуо у скрнављење Ајеовог гроба и уништавање његових споменика.